# Гриднев, Алексей Александрович
Алексей Александрович Гриднев (28 апреля 1977) — российский футболист, играл на позиции полузащитника .

## Биография
Воспитанник РО УОР Ростова-на-Дону. Профессиональную карьеру начинал в ростовском «Источнике». В 1997 году перешёл в «Ростсельмаш», за который единственный матч в Высшем дивизионе провёл 2 июля того года в домашнем матче 16-го тура против самарских «Крыльев Советов», выйдя на 87-й минуте встречи на замену Александру Бондарю. В 2000 году перешёл в молдавский клуб «Хэппи Энд», в который играл 2 года. После чего играл за любительский клуб «Спартак» из Йошкар-Олы. В 2007 году выступал за «Таганрог», в котором в том же сезоне завершил профессиональную карьеру. В 2008 году играл за любительский клуб «Рыбинск».